# Bogoslofeiland
Bogoslofeiland (Engels: Bogoslof Island) is een Amerikaans eiland van de staat Alaska, in de Beringzee, behorend tot de eilandengroep de Aleoeten. Het onbewoonde vulkanische eiland van het stratovulkanische onderwatertype is 0,701 km² groot, en is op z'n hoogst 150 meter. In 2017 is de Bogoslofvulkaan voor het laatst uitgebarsten.
In 1909 werden Bogoslofeiland en naburig Fire Island toevluchtsoord voor zeeleeuwen en allerlei zeevogels verklaard door toenmalig president Theodore Roosevelt. Heden ten dage zijn ze deel van het Alaska Maritime National Wildlife Refuge.